# Харвота (нижний приток Танопчи)
Харвота (устар. Харсута) — река в Приуральском районе Ямало-Ненецкого АО. Устье находится в 2 км от устья Танопчи по левому берегу. Длина реки составляет 25 км.

## Данные водного реестра
По данным государственного водного реестра России относится к Нижнеобскому бассейновому округу, водохозяйственный участок реки — Обь от впадения реки Северная Сосьва до города Салехард, речной подбассейн реки — бассейны притоков Оби ниже впадения Северной Сосьвы. Речной бассейн реки — (Нижняя) Обь от впадения Иртыша.